# ویکتور آودیوشکو
ویکتور آودیوشکو (انگلیسی: Viktor Avdyushko؛ ‏ ۱۱ ژانویهٔ ۱۹۲۵ – ۱۹ نوامبر ۱۹۷۵) بازیگر اهل کشور اتحاد جماهیر شوروی سوسیالیستی بود. وی بین سال‌های ۱۹۴۸ تا ۱۹۷۵ میلادی فعالیت می‌کرد.
از فیلم‌ها یا برنامه‌های تلویزیونی که وی در آن نقش داشته‌است، می‌توان به سربازان آزادی، آزادی، برهنه در میان گرگها، سرخ و سفید و سی و سه اشاره کرد.
وی همچنین برندهٔ جوایزی همچون هنرمند مردمی جمهوری شوروی فدراتیو سوسیالیستی روسیه شده‌است.